# Quick-Change (Bühne)

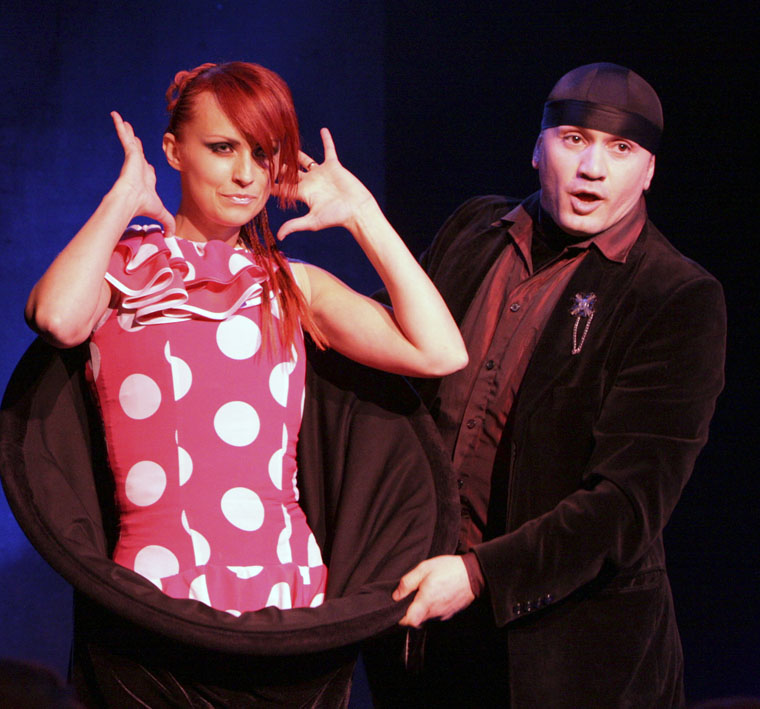
Sos und Victoria Petrosyan

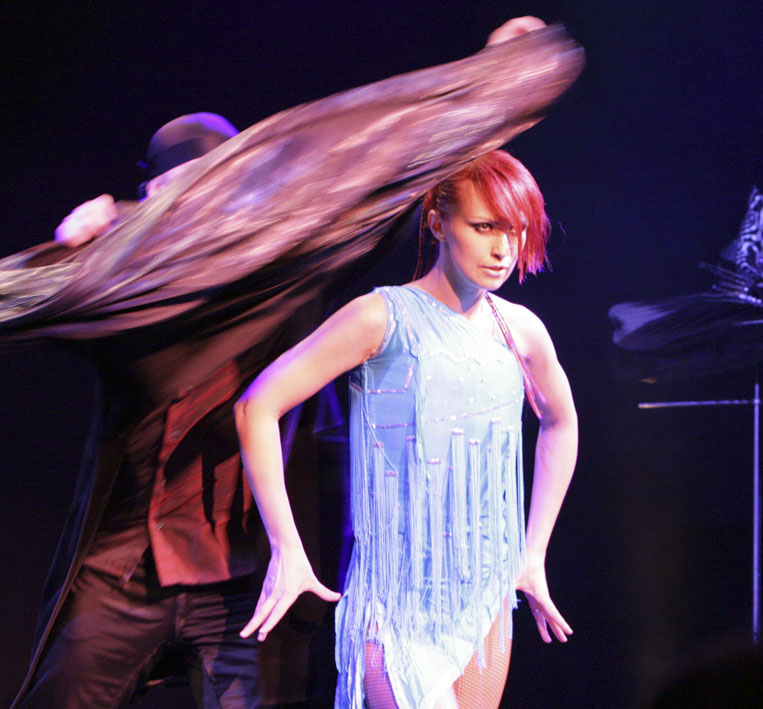
Victoria wird kurz verhüllt …

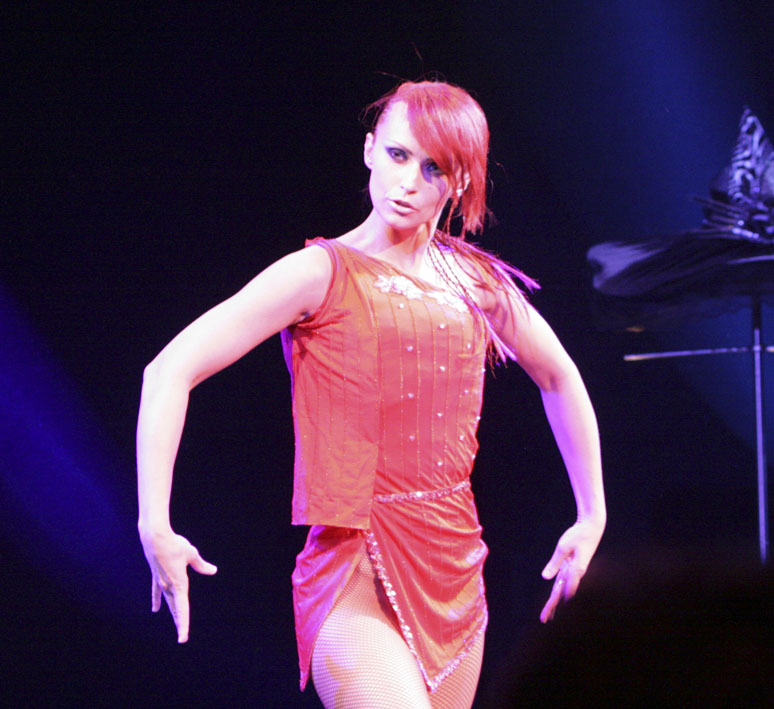
… um kurz danach in einem anderen Kostüm zu erstrahlen

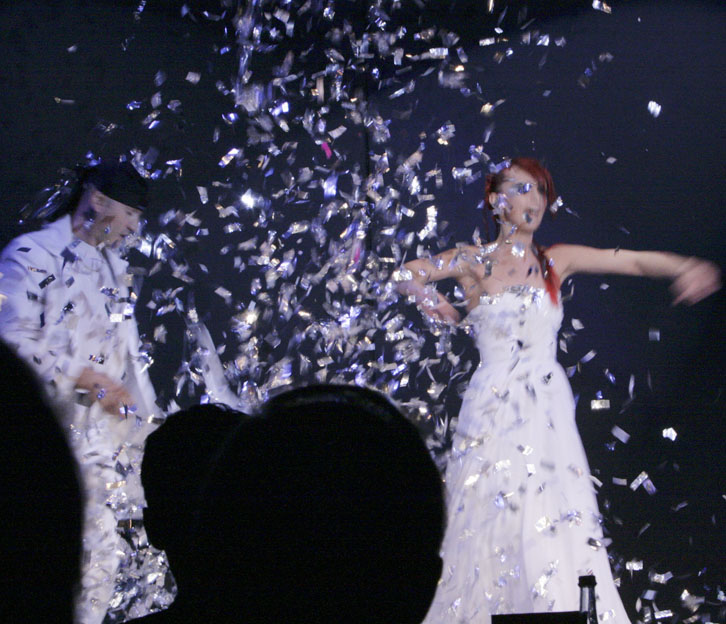
Auch unter einer dichten Konfettiwolke kann der Kostümwechsel vollzogen werden

Quick Change (Schneller Wechsel) beschreibt die Fertigkeit von Bühnenkünstlern, mit rasanter Schnelligkeit ihr Kostüm wechseln zu können.

## Beschreibung
Häufig findet ein rascher Kostümwechsel in Darbietungen von Zauberkünstlern statt. Am bekanntesten ist die Version, bei der der Assistent oder die Assistentin in ein Kabinett eingeschlossen wird, aus dem heraus sich die Person befreit und in einem anderen Kostüm erscheint.
Eine weitere Version ist der rasche Kostümwechsel auf offener Bühne, bei der der Künstler hinter einen Paravent tritt oder kurz mit einem Tuch verhüllt wird und nach wenigen Sekunden in einem neuen Kostüm wieder erscheint. Auch der Kostümwechsel in einem Konfettiregen wird aufgrund seiner visuellen Wirkung oft gezeigt.
Dass eine Verwandlungsshow ohne jegliche Hilfsmittel möglich ist, zeigte Castor Watt. Er verblüffte durch sekundenschnelles, vielfaches Wechseln des Erscheinungsbildes, direkt vor den Augen des Publikums. Presseberichte sagen aus, dass er dazu spezielle, trickreich konstruierte Kleidungsstücke nutzte.
Seit den 1970er Jahren hat vor allem der italienische Künstler und Schauspieler Arturo Brachetti den schnellen Kostümwechsel populär gemacht, indem er komplette Theaterstücke inszenierte, die zwar für mehrere Personen geschrieben wurden, jedoch allesamt von Brachetti selbst gespielt werden, indem er sich blitzschnell in immer wieder neue Charaktere verwandelt und in verschiedenen Kostümen auftritt.

## Geschichte
Die Kunst des schnellen Kostümwechsels geht auf den italienischen Künstler Leopoldo Fregoli (1867–1936) zurück.
In der Fachliteratur wird zum ersten Mal der Quick Change in dem Buch von Will Goldston (1878–1948), The Magician Annual, 1910–1911 von Lee  Laurie (1872–1955) beschrieben.
Im darauffolgenden Jahr behandelt es Will Goldston selbst in seinem Buch Exclusive Magical Secrets.

## Protagonisten
- Arturo Brachetti
- Lex Schoppi
- David and Dania
- Sos and Victoria Petrosyan
- Duo Minasov
- Castor Watt